# Marie-Curie-Gymnasium Kirchzarten
Das Marie-Curie-Gymnasium (kurz: MCG), bis 1995 Kreisgymnasium Kirchzarten ist ein Gymnasium in Kirchzarten im Dreisamtal östlich von Freiburg im Breisgau in der Trägerschaft des Landkreises Breisgau-Hochschwarzwald.

## Geschichte
Im Februar 1970 beschloss das Kultusministerium Baden-Württemberg die Errichtung eines Progymnasiums in Kirchzarten, um das Angebot für Schüler aus dem Dreisamtal und den angrenzenden Gemeinden zu verbessern, die bisher nach Freiburg fahren mussten. 1972 begannen die Bauarbeiten für ein Bildungszentrum, welches eine Hauptschule, eine Realschule und ein Gymnasium unter einem Dach vereinen sollte.
Im September 1974 begann der Unterricht mit 8 Klassen, 235 Schülern und 12 Lehrern. Kommissarischer Schulleiter war Adolf J. Schmid. Zwei Jahre später stimmte das Kultusministerium einer Erweiterung zum vollausgebauten Gymnasium zu und Schmid wurde offiziell zum Schulleiter ernannt.
1981 wurde der erste Abiturjahrgang mit 40 Schülern feierlich verabschiedet. Die Schule wuchs rasch, entwickelte inhaltlich, organisatorisch und strukturell Profil, wichtiger Schwerpunkt war früh eine Vielzahl von Schulpartnerschaften u. a. in England, Frankreich, USA und Russland.
Im Juli 1995 erhielt das Kreisgymnasium Kirchzarten den Namen Marie-Curie-Gymnasium nach der zweifachen polnischen Nobelpreisträgerin Marie Curie.
Im September 2007 wurde das neue Schülerhaus Dreisamtal offiziell eingeweiht.
Im Juli 2009 stimmte das Regierungspräsidium Freiburg der Einrichtung einer offenen Ganztagesschule am Marie-Curie-Gymnasium zu.
Im Juli 2011 legte der vorgezogene Doppeljahrgang von G 8 und G 9 gemeinsam das Abitur ab.
Am Marie-Curie-Gymnasium werden heute etwa 600 Schüler von ca. 60 Lehrern unterrichtet.

## Fachbereiche

### Sprachliche Bildung
In der 5. Klasse können die Schüler zwischen Englisch und Französisch als erste Fremdsprache wählen. Ab der 6. Klasse folgt als zweite Fremdsprache Englisch, Französisch oder Latein. Spanisch ist als 3. Fremdsprache ab Klasse 8 möglich.

### Naturwissenschaften
Ab der 8. Klasse können die Schüler neben Biologie, Physik und Chemie mit dem Fach Naturwissenschaft und Technik einen besonderen Schwerpunkt setzen mit fächerübergreifendem und praxisorientiertem Arbeiten. Es werden Themen aus der Alltagserfahrung der Schüler naturwissenschaftlich durchleuchtet, das Experiment steht im Mittelpunkt und es werden auch technische Fähigkeiten im Umgang mit Werkzeug und Maschinen vermittelt.

### Gesellschaftswissenschaften
Auf den Einsatz moderner und schüleraktivierender Methoden und die Integration außerschulischer Lernorte wird in den gesellschaftswissenschaftlichen Fächern Geographie, Gemeinschaftskunde, Geschichte, Religion und Ethik besonderen Wert gelegt.

### Sport, Kunst, Musik
In den musischen Fächern Kunst, Musik und dem Sport geht es vor allem um Freude am eigenen Tun. Schüler können hier persönliche Schwerpunkte bilden. In allen Fächern bieten Projekte Möglichkeiten des Engagements über die schulischen Verpflichtungen hinaus (Big Band, Musical, Hip-Hop, Frisbee, Jugend trainiert für Olympia, Bühnenbild-AG, Teilnahme an bundesweiten Kunstwettbewerben u. v. a.)

### Wahlfächer
Als Wahlfächer werden Informatik und Literatur & Theater angeboten. In der Kursstufe werden Seminarkurse angeboten, in denen selbstständiges und selbstorganisiertes Arbeiten sowie hochschulnahe, erwachsenengerechte Arbeitsmethoden vermittelt werden, welche studien- und berufsvorbereitend ausgerichtet sind.

### Arbeitsgemeinschaften
Arbeitsgemeinschaften werden im Bereich Veranstaltungstechnik, Elektronik und IT, Sprachen, Musik, Tanz und Sport, Mathematik und Schach, Kochen und dem Bereich Gemeinwohl (Sanitätsdienst, Konfliktschlichtung) angeboten.

## Schulleiter
- Adolf J. Schmid: 1974 – 1996[3]
- Peter Kasper: 1996 – 2007[7]
- Franz-Jürgen Zeiser: 2007 – 2014[8]
- Rolf Merkel: 2014 – 2025[9]
- Martin Baumgarten: ab 2025[10]

## Bekannte ehemalige Lehrkräfte und Schüler

### Lehrer
- Uli Führe (* 1957), Komponist und Musiker

### Schüler
- Viviane Geppert (* 1991), deutsche Fernsehmoderatorin[11]
- Nina Zipfel, Vizeweltmeisterin (2014) und zweimalige Europameisterin im Hip-Hop[12]

## Schulpartnerschaften
- Harry Carlton Comprehensive School in East Leake, Nottinghamshire (England) seit 1979
- Lycée Alphonse Daudet in Nîmes (Frankreich) seit 1985
- Institution des Chartreux in Lyon (Frankreich) seit ca. 2003
- Marie-Curie-Lyzeum in Krakau (Polen) seit 2005
- Schule Christophol Ferrer in Premià de Mar (Spanien) seit 2009